# Европейский маршрут E30
E30 — европейский маршрут, проходит от города Корк в Ирландии через Великобританию, Нидерланды, Германию, Польшу, Беларусь до Омска в России.
Основные пункты маршрута: Корк — Уэксфорд — Суонси — Кардифф — Ньюпорт — Бристоль — Лондон — Гаага — Утрехт — Амерсфорт — Хенгело — Оснабрюк — Мелле — Ганновер — Магдебург — Берлин — Франкфурт-на-Одере — Познань — Варшава — Бяла-Подляска — Тересполь — Брест — Кобрин — Берёза — Барановичи — Минск — Борисов — Орша — Смоленск — Москва — Рязань — Пенза — Сызрань — Жигулёвск — Тольятти — Уфа — Миасс — Челябинск — Курган — Ишим — Омск.

## Нюансы и оговорки
- По пути следования маршрут пересекает Ирландское и Северное море. Преодолеть эти водоёмы помогают паромы[1].
- Ранее английский участок трассы пролегал до порта Филикстоу, однако когда Stena Line перенесла свои морские рейсы в соседний Харвич, дорога через Ипсвич на Феликсстоув фактически перестала являться частью европейского маршрута E 30.
- Хотя Правительство Великобритании участвует во всех действиях, связанных с европейскими маршрутами[2], они не обозначены в пределах Великобритании.
- Во времена бывшего СССР официальный маршрут E 30 пересекал Северо-Казахстанскую область Казахской ССР. Однако после образования СНГ альтернативным маршрутом, в обход казахстанской границы, стало принято считать (более длинный) «объезд» через российский Ишим (Тюменская область). С 1 июля 2011 года после открытия упрощённого проезда через внутренние границы Таможенного союза проезд через российско-казахстанскую границу осложнён лишь пограничным контролем.

## Маршрут
Протяжённость маршрута составляет около 5800 км.

### Ирландия

#### Провинция Манстер
- N25 Корк
- Карригтохилл
- Мидлтон
- Каслмартир
- Килли
- на Йол
- Мост через Блэкуотер (≈1050 м.)
- Дангарван
- Уотерфорд
- Мост через Шур (≈350 м.)
- Нью-Росс

#### Провинция Ленстер
- Уэксфорд
- Баллигири
- Рослэр Европорт→ Stena Line

### Великобритания

#### Уэльс
- Порт Фишгард
- A40 Фишгард
- Скледдо
- Леттерстон
- Вулфскастл
- Мост через Афон-Ангольф (≈37 м.)
- Аэропорт «Хаверфордуэст»
- Хаверфордуэст  B4329
- B4314 на Нарберт
- A478 на Кардиган
- Мост через Авон-Тав (≈40 м.)
- Уитланд
- Сейнт Клирс  A477 на Пемброк
- A48 Кармартен  A484 на Кидвелли, Лланелли, Суонси
- Мост через Тови в Кармартен (≈90 м.)
- B4310
- Кросс Хандс  A476
- M4  Понт Абрахам  A483 на Амманфорд
- A4138 на СЕВЕР: Понтарддюлей; на ЮГ: Лланелли
- Мост через Лугор (≈115 м.)
- Суонси
  -  A483 на Суонси-ЗАПАД
  - Район Ллангифелак  A48 на Суонси-СЕВЕР
  - Район Кумргайдисер  A4067 на Суонси-СЕВЕР
  -  Мост через Таве (≈90 м.)
  - Район Берчгров  A48 на Суонси-ВОСТОК
- A465 на Нит, Мертир-Тидвил, Херефорд
- Мост через Неаф (≈830 м.)
- Порт-Толбот
- A48 на  Зона отдыха «Маграм Кантри Парк»
- Корнелли,  Руины замка Кенфиг XI в.
- A4229 на Портковл
- Бридженд  A4061
- Пенкойд  A473 на Бридженд-ВОСТОК
- A4119 на Талбот Грин
- A4232 на Кардифф-ЗАПАД
- Кардифф
  -  Мост через Тафф (≈83 м.)
  -  A470 на Кардифф-ЦЕНТР, Мертир-Тидвил, Лландидно
  -  A4232 на Кардифф-ВОСТОК
- A48 на Кардифф-ВОСТОК
- Ньюпорт
- Туннель через холм Бринглас в Ньюпорте (≈350 м.)
- Мост через Уск в Ньюпорте (≈790 м.)
- Мост через Северн (≈5,2 км.)
- M48 на Калдикот, Чепстоу

#### Англия
- M48 на Чепстоу
- Бристоль  M5 на СЕВЕР: Бирмингем; на ЮГ: Бриджуотер, Эксетер
  -  M32 на Бристоль-ЦЕНТР
  -  Мост через Фром (≈90 м.)
- A46 на Бат
- A350 на Чиппенхам, Мелкшем, Пул
- Мост через Эйвон (≈45 м.)
- Суиндон  A3102 на Кальн, Мелкшем
- A346 на Марлборо
- A338 на Хангерфорд
- (740 м.)  Авиабаза «Уэлфорд»
- E 05-A34 на СЕВЕР: Оксфорд, Бирмингем, Ливерпуль, Глазго; на ЮГ: Ньюбери, Винчестер, Саутгемптон
- Рединг
  -  A44 на Татчем
  -  A33 на Бейзингсток
- A404 на (740 м.) Мейденхед, Марлоу, Хай-Уиком
- Мост через Темзу (≈125 м.)
- Слау
- M25 Лондон («Большое Лондонское кольцо»)
  -  Хитроу Терминалы 5 и 4
  -  Мост через Темзу (≈125 м.)
  - Эгхам  M3 на Саутгемптон
  -  A33 на Гилфорд, Портсмут
  -  M23 на  Гэтвик, Кроули
  -  A22 на Хейлшем, Истборн
  -  A21 на Гастингс
  -  M26 на Мейдстон, Ашфорд, Фолкстон
  -  E 15-A20 на СЕВЕР: Лондон, Ньюкасл, Эдинбург; на ЮГ: Дувр  Кале (Фр.), Париж (Фр.), Лион (Фр.), Барселона (Исп.), Валенсия (Исп.), Аликанте (Исп.), Малага (Исп.)
  - Дартфорд  A33 на Рочестер
  -   Туннель под Темзой (≈1430 м.)
  -  Грейс  A13 на Стэнфорд ле Хоуп, Каррингхэм
  - Хэйверинг (район Кранхэм)  A127 на Базилдон, Саутенд-он-Си
- A12 Хэйверинг (район Харольд Вуд)
- Брентвуд
- Ингатстоун
- Челмсфорд  A130 на СЕВЕР:  Станстед; на ЮГ: Южный Бенфлит
- Уитхам
- A120-ЗАПАД на Брейнтри,  Станстед
- Колчестер
- A120-ВОСТОК Колчестер
- Хэр Грин  A133 на Клактон-он-Си
- Харвич→ Stena Line

### Нидерланды

#### ПровинцияЮжная Голландия
- Хук-ван-Холланд
- Рейсвейк
- (1,7 км.) Делфт,  Роттердам-Гаага, Роттердам
- Гаага
- Гауда
- на Роттердам
- на Алфен-ан-ден-Рейн, Лейден

#### Провинция Утрехт
- Вурден
- Утрехт   на СЕВЕР: Амстердам; на ЮГ: Хертогенбос, Эйндховен
- Мост через Амстердам-Рейн-канал в Утрехте (≈340 м.)
- Мост через Мерведе-канал в Утрехте (≈100 м.)
- Утрехт-ЮГ
- Утрехт-ВОСТОК
- Зейст
- Амерсфорт  E 232 на Зволле, Ассен, Гронинген

#### Провинция Гелдерланд
- на Барневелд, Эде
- на Арнем
- на  Авиабаза «Делен»
- Апелдорн  A50 на Арнем, Эйндховен
- на Зютфен
- Зона отдыха у c. Бюссло

#### Провинция Оверэйсел
- Мост через Эйссел (≈1 км.)
- Девентер   на Зютфен, Арнем
- -СЕВЕР: Алмело
- -ЮГ: Энсхеде
- Хенгело
- на  Авиабаза «Твенте», Энсхеде
- на  Зона отдыха «Хет-Хюлсбек», Олдензал-СЕВЕР
- Олдензал   на Энсхеде
- Де Лютте   на Олдензал-ЦЕНТР
- Мост через Динкель (≈60 м.)
- МАПП Олдензал (бывш.)

### Германия

#### Земля Нижняя Саксония
- МАПП Бад-Бентхайм (бывш.)
- L40 на Шютторф, Эмсбюрен, Линген
- на СЕВЕР: Лер, Эмден; на ЮГ: Дорстен, Ботроп
- K327 на Зальцберген, Эмсбюрен
- Мост через Эмс (≈180 м.)

#### Земля Северный Рейн — Вестфалия
- Мост через Канал Дортмунд-Эмс (≈145 м.)
- L593 на Райне, Хопстен
- L501 на Хёрстель
- Мост через Среднегерманский канал (≈120 м.)
- Иббенбюрен
- L597 на Лотте, Ладберген
- E 37- на СЕВЕР: Бремен, Гамбург, Любек; на ЮГ: Мюнстер, Кёльн

#### Земля Нижняя Саксония
- Оснабрюк
- Мелле

#### Земля Северный Рейн — Вестфалия
- Бюнде
- Бад-Энхаузен

#### Земля Нижняя Саксония
- Мост через Среднегерманский канал (≈107 м.)
- Ганновер
- Лерте
- Пайне
- Брауншвейг
- Хельмштедт

#### Земля Саксония-Анхальт
- Магдебург

#### Земля Бранденбург
- («Берлинское кольцо») Вердер
- на Потсдам

- Фридрихсхоф
- Фюрстенвальде
- Франкфурт-на-Одере

### Польша

#### Любушское воеводство
- 2 МАПП Свецко (бывш.)
- 29 на СЕВЕР: Слубице; на ЮГ: Цыбинка, Кросно-Оджаньске
- A2
- 92 на ЮГ: Тожим
- 138 на ЮГ: Тожим
- S3 на СЕВЕР: Гожув-Велькопольский, Щецин; на ЮГ:Зелёна-Гура
- Тшцель

#### Великопольское воеводство
- 305 на Новы-Томысль, Вольштын, Всхова
- 305 Бук, Опаленица
- Познань (микрорайон Котово)  5 на СЕВЕР: Познань, Быдгощ; на ЮГ: Лешно, Вроцлав
- Любонь
- Мост через Варту в Любони (≈380 м.)
- Познань (микрорайон Кржешины)  S11 на СЕВЕР: Пила, Кошалин; на ЮГ:Острув-Велькопольский, Катовице
- 430 на ЮГ: Любонь, Пущиково
- S5 на СЕВЕР: Гнезно, Жнин, Быдгощ
- 92 на Познань, Тарново-Подгурне
- Вжесня  15 на СЕВЕР: Торунь; на ЮГ: Милослав, Кротошин, Вроцлав
- 466 на СЕВЕР: Слупца; на ЮГ: Пыздры
- Свугочен  467 на Голина
- Мост через Варту (≈300 м.)
- 25 на Конин, Калиш, Быдгощ
- Челмно над Нэрем
- 473 на СЕВЕР: Домбе; на ЮГ: Унеюв, Шадек, Ласк

#### Лодзинское воеводство
- 91 на СЕВЕР: Торунь,  Гданьск; на ЮГ: Згеж, Лодзь, Ченстохова
- 14 Стрыкув
- A1 на СЕВЕР: Торунь,  Гданьск
- Мост через Мрогу (≈0,7 м.)
- 704 Лышковицы
- 70 Скерневице

#### Мазовецкое воеводство
- 50 на ЮГ: Жирардув
- 579 на ЮГ: Гродзиск-Мазовецкий
- 718 на ЮГ: Прушков
- S8 на СЕВЕР: Вышкув, Белосток
- S2
- 719 на ЮГ: Прушков
- S8 на ЮГ: Пётркув-Трыбунальский, Кельце, Краков
- на ЮГ: Рашино
- 79 на ЮГ: Козенице
- 2
- Сикерковский вантовый мост через Вислу в Варшаве (≈500 м.)
- Стара Милошна  E 372-17 на Гарволин, Рыки, Майданек, Замосць
- Бжезины  721 на Юзефув
- A2 Хощовка Рудзкая
- 50 Миньск-Мазовецки
- на ЗАПАД: Недзялка Друга, на ВОСТОК: Якубув
- на ВОСТОК: Калушин
- 2
- 697 на Венгрув
- Мост через Костржынь (≈40 м.)
- Седльце  803 на Лятович
- Седльце (Бъялки)  63 на Лукув, Радзынь-Подляский

#### Люблинское воеводство
- Мендзыжец-Подляски  19 на СЕВЕР: Бельск-Подляский, Белосток; на ЮГ: Радзынь-Подляский, Майданек, Жешув
- Бяла-Подляска  811 на Константынув
- Тересполь
- МАПП Тересполь
- Варшавский мост через Западный Буг

### Республика Беларусь

#### Брестская область
- М1 МАПП Варшавский мост
- Брестская крепость
- Брест
- Тельмы-1
- на Объездную г. Бреста
- Тельмы 2
- Брест
- Мост через Мухавец (≈140 м.)
- Федьковичи  Р7 на Жабинку, Каменец
- Объездная  на (3 км.) Кобрин
- E 85-М12 на СЕВЕР: Вильнюс (Лит.), Клайпеда (Лит.); на ЮГ: Тернополь (Ук.), Бухарест (Рум.), Бяла (Болг.), Александруполис (Грец.)
- М10 на Мозырь, Гомель, Добруш
- на Пружаны
- на СЕВЕР: (2,7 км.) Берёза; на ЮГ: Дрогичин
- Мост через Ясельду
- на Белоозёрск, Дрогичин
- Ивацевичи  Р6 на Пинск, Столин
- E 85-М11 на Бытень, Жировичи, Слоним, Лиду, Вильнюс (Лит.), Клайпеду (Лит.)
- Мост через Щару
- на Слуцк
- на Слоним
- Мост через Мышанку
- Памятник Паровозу Эр-1033 у въезда в Барановичи
- Барановичи
- Р5 на Городище, Новогрудок
- Монумент 90-летнему юбилею окончания Первой мировой войны,  Дот Первой мировой войны у реки Щара
- Мост через Щару у дер. Дубровно и кафе «Корчма»
- Скульптура Зубра (знак въезда в Брестскую область) у дер. Дудичи

#### Минская область
- Мост через Ушу (≈70 м.)
- с. Островки
- на СЕВЕР: Мир, Кореличи; на ЮГ: Городея, Несвиж
- Мост через Неман
- Р54 на СЕВЕР: Ивенец; на ЮГ: (3,7 км.) Столбцы, Несвиж
- на (3 км.) Дзержинск
- Р1 на Минск
- Мост через Уссу
- Р23 на (11 км.) Минск
- Мост через Свислочь (≈105 м.)
- М4 на СЕВЕР: (3 км.) Минск; на ЮГ: Могилёв
- Дамба и мост через Петровичское водохранилище (≈265 м.)
- М2 на СЕВЕР:  Курган Славы, Минск; на ЮГ:  Минск
- на (2,3 км.) Смолевичи
- на Жодино
- на Борисов
- Мост через Березину (≈237 м.)
- Большая Ухолода
- на Борисов
- Крупки
- Мост через Бобр

#### Витебская область
- на Толочин
- Мост через Адров у дер. Задровье
- на Орша
- Юрцево
- E 95-М8 на СЕВЕР: Санкт-Петербург (РФ.), Псков (РФ.), Витебск; на ЮГ: Орша, Могилёв, Гомель, Чернигов (Ук.), Киев (Ук.), Одесса (Ук.)  Самсун (Тур.)
- Буда  на Дубровно
- Редьки
- Шуховцы

### Россия

#### Смоленская область
- М1  МАПП Красная Горка (бывш.)
- Комиссарово
- Мост через Березину (≈130 м.)
- Парули
- Липово
- Тверитино
- Р120 на Смоленск
- Ермаки
- Р133 на Демидов, Невель
- Ольша
- Дивасы
- на Печерск,  Смоленск-Северный, Смоленск
- Природный источник
- на Смоленск
- Р120 на Брянск
- Бережняны
- Р136
- Каменка
- Мост через Хмость
- Мушковичи
- Ярцево
- Мост через Вопь в Ярцево
- Суетово
- Вышегор
- Сафоново  Р137 на Дорогобуж, Ельня
- Мост через Вопец в Сафоново
- Мост через Вержа в Храмцово (≈110 м.)
- Мост через Днепр (≈260 м.)
- Прудки
- Чёрное
- Мост через Новосёлку в Чепчугово
- Обелиск ополченцам защищавшим Москву в 1941 г. на берегу Новосёлки в Чепчугово
- Мост через Вязьму в Относово
- Природный родник в Относово
- Андрейково  на (500 м.) Вязьму
- Монумент танку Т-34-85 в Андрейково
- Мост через Вязьму
- Бородино  Р134
- Царёво-Займище
- Памятник в честь принятия Кутузовым командования в Отечественной войне 1812 г.
- Мост через Полишню
- Рыбный рынок
- Мост через Большую Гжать (≈100 м.)
- на Гагарин
- Мальцево

#### Московская область
- Часовня в честь иконы Божьей матери (живоносный источник) у истока Москвы-реки
- (1 км.) Шапкино,  Замри-гора (самая высокая точка Московской области)
- Монумент «Их было десять тысяч»
- Уваровка
- Дот Можайской линии обороны 1941 г.
- Мост через Еленку
- (1,4 км.) Можайск
- Шаликово  А100 (Можайское шоссе) на Можайск
- Як-3, памятник лётчикам-защитникам Москвы
- Дорохово  А108 (Большое Московское кольцо) на Рузу, Волоколамск
- Ляхово
- А100 (Можайское шоссе)
- Кубинка
- Голицыно
- А107 (бетонка, Московское малое кольцо)
- Краснознаменск
- на (1,3 км.) Жаворонки
- Ликино
- Лесной Городок  на Толстопальцево
- на м1(платная) северный обход Одинцово
- Одинцово
- А100 (Можайское шоссе) у пос. Трёхгорка
- Новоивановское

#### Москва
- МКАД-ЗАПАД
- E 101-М3 на  Внуково, Калугу, Брянск, Киев (Ук.)
- E 105-М2 на Тулу, Орёл, Харьков (Ук.), Симферополь, Ялту
- E 115-М4 на Воронеж, Ростов-на-Дону, Краснодар, Новороссийск
- Бесединские мосты через Москва-реку

#### Московская область
- М5 Люберцы
- Чкалово  Лыткарино
- На Лыткарино, аэропорт Быково
- Октябрьский
- Островцы
- Памятный знак в честь переправы русских войск через р. Москву в походе на Мамая в 1380 г. в дер. Заозерье
- Мост через Москва-реку (≈270 м.)
- Чулково
- наСтарое Рязанское шоссе на Бронницы
- Бронницы  А107 (бетонка, Московское малое кольцо) на Электросталь, Ногинск
- Старниково
- Мост через Отру (≈32 м.)
- Мост через Ольховку (≈30 м.) в Ульянино
- Новотроицкое  А108 (Большое Московское кольцо) на Воскресенск
- Мост через Северку (≈60 м.)
- на Коломну
- Мост через Москва-реку (≈387 м.)
- Р115 на СЕВЕР: Егорьевск, на ЮГ: Коломна, Озёры, Кашира
- Коробчеево
- Мост через Оку (≈475 м.)
- Мост через Чёрную (≈65 м.)
- на Коломну
- Луховицы
- Памятник «Огурцу-кормильцу» в Луховицах
- Мост через Мечу в с. Гавриловское
- Мост через Ройку в дер. Калянинское

#### Рязанская область
- Мост через Пилис в дер. Срезнево
- Монумент с трактором в дер. Зеленинские Дворики
- Авиабаза «Дягилево»
- Рязань  Р132 на Михайлов  Р123 на Спас-Клепики
- Турлатово  (320 м.)  Турлатово
- Мост через Листвянку (≈30 м.) в дер. Александрово
- Листвянка   Протасово (340 м.)
- Мост через Раку (≈30 м.)
- Мост через Истью в дер. Каменка
- Мост через Проню (≈220 м.)
- Задубровье
- Р125 на СЕВЕР: Шилово на ЮГ: Сапожок
- Мост через Пару (≈80 м.)
- Екатериновка
- Путятино
- Мост через Тырницу в дер. Караулово
- Шацк  Р124 на Сасово
- Мост через Шачу в Шацке
- Польное Конобеево
- Мост через Цну в Ямбирно (≈320 м.)
- Салтыково
- Мост через Вад

#### Республика Мордовия
- Умёт
- Тёплый Стан
- Зубова Поляна
- Каргал
- Мост через Чиуш
- Р180 м5 «Подъезд к Саранску» на Торбеево, Краснослободск, Саранск

#### Пензенская область
- Спасск
- Мост через Шелдаис в с. Дубровки
- Зубово
- Кувак-Никольское
- Нижний Ломов
- Мост через Ломовку (≈130 м.)
- Мост через Атмис (≈120 м.)
- Вирга
- Мост через Скачки в дер. Малая Хомяковка (≈57 м.)
- Мост через Мокшу в с. Плёс (≈100 м.)
- Мокшан
- Зона отдыха «Пяша»
- Р158 на Саратов, Нижний Новгород, Саранск
- Пенза
- Мост через Суру в Пензе (≈260 м.)
- Чемодановка
- Кижеватово
- Трофимовка
- Степановка
- на Городище
- Мост через Суру
- Нижняя Елюзань  Петровск, Саратов
- Мост через Кададу (≈200 м.)
- Старый Кряжим
- Махалино
- Кузнецк

#### Ульяновская область
- Николаевка
- Мост через Ардовать в пос. Прасковьино
- Мост через Сызранку в с. Свирино
- Новоспасское
- Мост через Томышёвку в с. Старое Томышово (≈90 м.)
- Мост через Балашейку (по реке проходит граница областей)

#### Самарская область
- Р228 на Саратов, Волгоград
- Сызрань
- Мост через Крымзу в Сызрани (≈55 м.)
- А151 на Ульяновск, Чебоксары
- на (600 м.)  Авиабаза СВВАУЛ
- Р227
- на Октябрьск
- Печерское
- Переволоки
- на Жигули
- Жигулёвск
- Дамба на Жигулёвском гидроэлектроузле через Куйбышевское водохранилище (≈5,5 км.)
- Тольятти
- Мост через Курумоч
- Курумоч
- Р178 на Димитровград, Ульяновск, Саранск
- Малая Царевщина
- Мост через Сок (≈290 м.)
- Московское шоссе на (9 км.) Самару
- Красный Яр,Отрадный
- Мост через Сургут (≈240 м.) у памятника природы Серноводский Шихан
- на Серноводск
- Мост через Шунгут
- Мост через Телегас

#### Оренбургская область
- Р246 на ЮГ: Бугуруслан; на СЕВЕР: Бугульма
- Мост через Малый Сок

#### Татарстан
- Р239 на Бугульма, Казань, Бавлы, Оренбург
- Мост через Ик

#### Республика Башкортостан
- Октябрьский
- Мост через Усень в с. Кендектамак
- Кандрыкуль
- Тюпкильды
- Старые Богады
- Мост через Чермасан в дер. Староамирово
- Языково, Коб Покровка
- Мост через Кармасан (≈190 м.)
- Алкино
- р240(западный обход Уфы) на М7; на Бирск, на Жуково
- Уфа  Р240 на Стерлитамак, Оренбург
- Мост через Белую в Уфе (≈390 м.)
- Иглино
- Мост через Тауш (≈50 м.)
- Мост через Сим в дер. Тикеево

#### Челябинская область
- Мост через Сим в Симе
- на Кропачёво

#### Республика Башкортостан
- Мост через Большой Бердяш

#### Челябинская область
- на (1 км) Усть-Катав
- Мост через Катав (≈120 м)
- Мост через Юрюзань (≈180 м)
- Юрюзань
- Дамба и мост через Малосаткинское водохранилище (≈277 м)
- Р317 на Сатка, Бирск
- на (4,2 км) Златоуст
- Перевал Уреньга (самое высокое место на трассе М5 «Урал», выс. 850 м)
- Мост через Ай
- на (2,8 км) Златоуст
- Мост через Миасс
- на (2,2 км) Миасс, на Учалы
- на Чебаркуль, Уйское
- Мост через Коелгу в с. Травники
- на Мисяш, Чебаркуль, Миасс
- Тимирязевский
- на Медведево, Бишкиль, Варламово
- Мост через Биргильду
- E 123-А310-AH7 (обход города Челябинска) на Костанай (Каз.), Караганду (Каз.), Шымкент (Каз.), Ташкент (Уз.), Душанбе (Тадж.), Кабул (Афг.), Кандагар (Афг.), Кветту (Пак.), Карачи (Пак.)
- на м5 (подъезд к Екатеринбургу)
- Челябинск
- на (8 км)  Челябинск
- Р254  Обход города Челябинска
- Миасское  Р330 на Шадринск

#### Курганская область
- (1,5 км.) Щучье  на Сафакулево
- (1,7 км.) Шумиха  Р328 на Целинное, Альменево
- Мишкино
- (570 м.) Юргамыш
- (650 м.) Введенское
- Курган  Р354 на Екатеринбург
  - Район Большое Чаусово  на Тюмень, Ишим (один из альтернативных маршрутов)
  -  Курган
  -  Мост через Тобол в Кургане (≈570 м.)
- Варгаши
- (1,7 км.) Макушино
- Обутковское
- Казаркино
- Долгие
- Частоозерье

#### Тюменская область
- Бердюжье
- Пеганово
- Новолокти
- р402 Ишим(стыковка с е22), запад на Тюмень
- Абатское

#### Омская область
- Тюкалинск
- Красный Яр
- р254 на Новосибирск, на Исилькуль, р393 на Кокшетау, а320 на Павлодар
- Омск-Центральный
- Омск

#### Видео
- N25 Трасса N25 в районе Уотерфорда (мост через Шур) Архивная копия от 6 октября 2016 на Wayback Machine Е30 на ирландском участке
- Паромом Stena Express из Рослэр Европорт в Фишгард Архивная копия от 13 апреля 2016 на Wayback Machine ~ Stena Europe из Фишгарда в Рослэр Архивная копия от 19 февраля 2018 на Wayback Machine (HD-качество, 1080p)
- M4 Трасса M4 в районе Суонси Архивная копия от 20 сентября 2016 на Wayback Machine Е30 на британском участке (HD-качество, 720p)
- M4 Трасса M4 под Лондоном Архивная копия от 13 июля 2015 на Wayback Machine участок лежащий немногим к западу от М25 (Лондонского кольца)
- Паром Stena Hollandica, на линии Хук-ван-Холланд — Харвич Архивная копия от 10 апреля 2016 на Wayback Machine Обстановка, развлечения и обслуживание на борту
- A12 Трасса А12 от Гауды до Утрехта(состояние на 2012 год) Е30 на нидерландском участке(HD-качество, 1080p)
- A12 Трасса А12 проходящая через Утрехт Е30 на нидерландском участке
- A1 Трасса А1 от Хенгело до Апельдорна(состояние на 2012 год) Е30 на нидерландском участке(HD-качество, 1080p)
- Е30: голландско-немецкая граница Погранпереход Олдензал — Бад-Бентхайм (HD-качество, 720p)
- Трасса А2 / Е30 на немецком участке Оснабрюк — Ринтельн Германия, Оснабрюк — Ринтельн (дальнобой)
- Трасса А2 от Ганновера до Бад-Энхаузена Е30 на немецком участке (HD-качество, 720p)
- Е30: польско-немецкая граница Пересечение границы по мосту через р. Одер (HD-качество, 720p)
- A2 Трасса А2 в районе г. Познань Архивная копия от 2 октября 2016 на Wayback Machine(состояние на 2012 год) Е30 на польском участке
- Е30: российско-белорусская граница Архивная копия от 19 апреля 2016 на Wayback Machine Пересечение границы и 1-й пункт оплаты проезда по платной дороге на белорусской стороне
- М1 Трасса M1 на участке у дер. Ляхово (Моск. обл.) Общее представление о данном участке в целом
- М5 Трасса М5 в Московской области Архивная копия от 9 июля 2015 на Wayback Machine Е30 при выезде из г. Луховицы во время августовских пожаров 2010 г.
- М5 Трасса М5 «Урал» Архивная копия от 7 октября 2016 на Wayback Machine Е30 в районе Уральских гор (HD-качество, 720p)

#### Прочее
- Мониторинг автомобильных пробок в реальном времени на дорогах Великобритании Архивная копия от 26 октября 2009 на Wayback Machine (англ.) на сайте департамента транспорта Англии
- Карта-схема трассы М5 «Урал» Архивная копия от 28 ноября 2010 на Wayback Machine